# Ганс Бек-Беренс
Ганс Карл Август Бек-Беренс (нім. Hans Karl August Boeckh-Behrens; 27 листопада 1898, Вернігероде, Німецька імперія — 13 лютого 1955, табір Войково біля Іваново, РРФСР) — німецький воєначальник, генерал-лейтенант вермахту. Кавалер Лицарського хреста Залізного хреста.

## Біографія
Син оберста Карла Бека (1843–1927) і його дружини Елізабет, уродженої фон Зіхарт (1868–1961). 4 жовтня 1914 року вступив в Імперську армію; служив в 36-му магдебурзькому фузілерному полку «Генерал-фельмаршал граф Блументаль». Учасник Першої світової війни. Після демобілізації армії залишений в рейхсвері. У роки Другої світової війни — начальник оперативного відділу (1а), начальник штабу 16-ї армії. З 16 січня 1942 по 1 липня 1943 року — командир армії. З 12 вересня 1943 року — командир 32-ї піхотної дивізії, одночасно з 24 вересня по 25 жовтня 1944 року — командир 50-го армійського корпусу. 9 травня 1945 року на півострові Гель взятий в полон радянськими військами. 24 липня 1950 року Військовим трибуналом військ МВС Московської області засуджений до 25 років ув'язнення в таборах. 13 лютого 1955 року помер від інфаркту міокарда в таборі Войково. Похований на кладовищі села Чернци.

## Сім'я
9 вересня 1929 року одружився з Ельфрідою Августою Кларою Геніке, дочкою оберста Зігфріда Геніке, який, як і Бем-Беренс, помер в радянському таборі. В пари народились 4 дітей.

## Звання
- Фенріх (4 жовтня 1914)
- Лейтенант без патенту (29 січня 1914)
  - 27 листопада 1915 року отримав патент.
- Оберлейтенант (31 липня 1925)
- Гауптман (1 лютого 1932)
- Майор (1 січня 1936)
- Оберстлейтенант (1 березня 1939)
- Оберст (1 лютого 1941)
- Генерал-майор (1 вересня 1942)
- Генерал-лейтенант (1 вересня 1943)

## Нагороди
- Залізний хрест
  - 2-го класу (11 травня 1915)
  - 1-го класу (19 квітня 1916)
- Нагрудний знак «За поранення» в чорному (21 червня 1920)
- Почесний хрест ветерана війни з мечами (26 січня 1935)
- Медаль «За вислугу років у Вермахті» 4-го, 3-го, 2-го і 1-го класу (25 років)
- Застібка до Залізного хреста
  - 2-го класу (18 вересня 1939)
  - 1-го класу (1 жовтня 1939)
- Орден Заслуг (Угорщина), командорський хрест (16 листопада 1939)
- Медаль «За зимову кампанію на Сході 1941/42» (30 липня 1942)
- Німецький хрест в золоті (30 січня 1943)
- Нагрудний знак «За поранення» в чорному — за легке поранення, отримане 23 липня 1944 року.
- Відзначений у Вермахтберіхт (6 листопада 1944)
- Лицарський хрест Залізного хреста (9 грудня 1944)
- Нарукавна стрічка «Курляндія»